# Kami
Kami (神?) es la palabra en japonés para aquellas entidades que son adoradas en el sintoísmo.

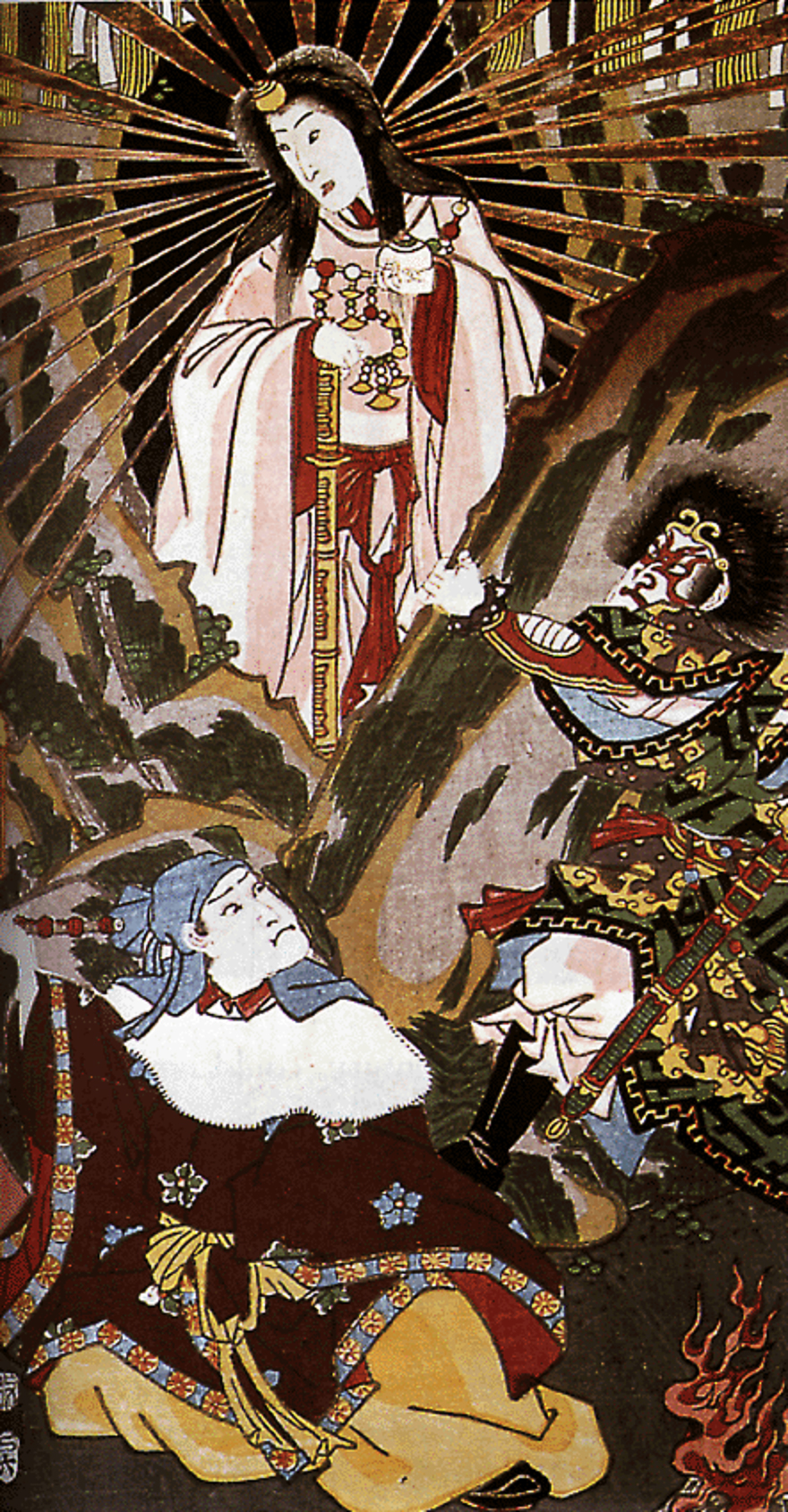
Amaterasu, uno de los kami centrales en el sintoísmo.

Aunque la palabra se suele traducir a veces como "dios" o "deidad", los estudiosos de Shinto apuntan a que dicha traducción podría producir una grave equivocación del término. Si bien en algunos casos, como en Izanagi e Izanami, los kami pueden ser deidades personificadas (similares a los dioses de la Grecia Antigua o de la Roma Antigua), en otros casos representan el fenómeno de crecimiento, objetos naturales, espíritus que habitan los árboles o las fuerzas de la naturaleza. Así, entender la palabra kami como "dios" o "deidad" da lugar a una mala interpretación.
En su uso en el sintoísmo, la palabra es un honor para los espíritus sagrados y nobles que implica un sentimiento de adoración por sus virtudes y autoridad. Ya que todos los seres tienen dichos espíritus, los humanos, como el resto de seres, pueden ser considerados kami o serlo potencialmente. De cualquier manera, debido a que los japoneses nunca usan un título honorífico para referirse a sí mismo o a un grupo al que pertenecen, no es muy frecuente que un humano normal sea referido como un kami.
Ya que el idioma japonés no distingue normalmente el número gramatical (singular o plural) de un nombre, no está claro normalmente cuando kami se refiere a una sola entidad o a un conjunto de estas. Cuando es absolutamente necesario escribirlo en plural se puede emplear el término kami-gami (神々?). Los kami femeninos pueden ser llamados megami (女神) en ciertas circunstancias. También se suele decir que existen Yaoyorozu-no-kami (八百万の神?), literalmente "8 millones de kami", aunque interpretado culturalmente esto significa que su número es incontable, ya que en Japón el número 8 a menudo implica un número infinito.

## Kaminotables
Algunos de los kami más conocidos:
- Amaterasu Ōmikami, la diosa del sol.
- Ebisu, uno de los siete dioses de la fortuna.
- Fūjin, el dios del viento.
- Hachiman, el dios de la guerra.
- Inari Ōkami, el dios del arroz y la agricultura.
- Izanagi-no-Mikoto, el primer hombre.
- Izanami-no-Mikoto, la primera mujer.
- Kotoamatsukami, la trinidad primaria kami.
- Omoikane, la deidad de la sabiduría.
- Raijin, el dios de los rayos, truenos y tormentas.
- Ryūjin, el dios dragón japonés del mar y las tormentas.
- Sarutahiko Ōkami, el kami de la tierra.
- Susanoo-no-mikoto, el dios del mar y la tormenta.
- Ta-no-Kami, el dios de carácter fálico protector de los arrozales.
- Tenjin, el dios de la poesía.
- Tsukuyomi, el dios de la luna.
- Shinigami, diosa de la muerte.
- Sarutahiko Ōkami, dios protector la tierra